# Trichocladus ellipticus
Trichocladus ellipticus är en trollhasselart. Trichocladus ellipticus ingår i släktet Trichocladus och familjen trollhasselfamiljen.

## Underarter
Arten delas in i följande underarter:
- T. e. ellipticus
- T. e. malosanus

## Bildgalleri

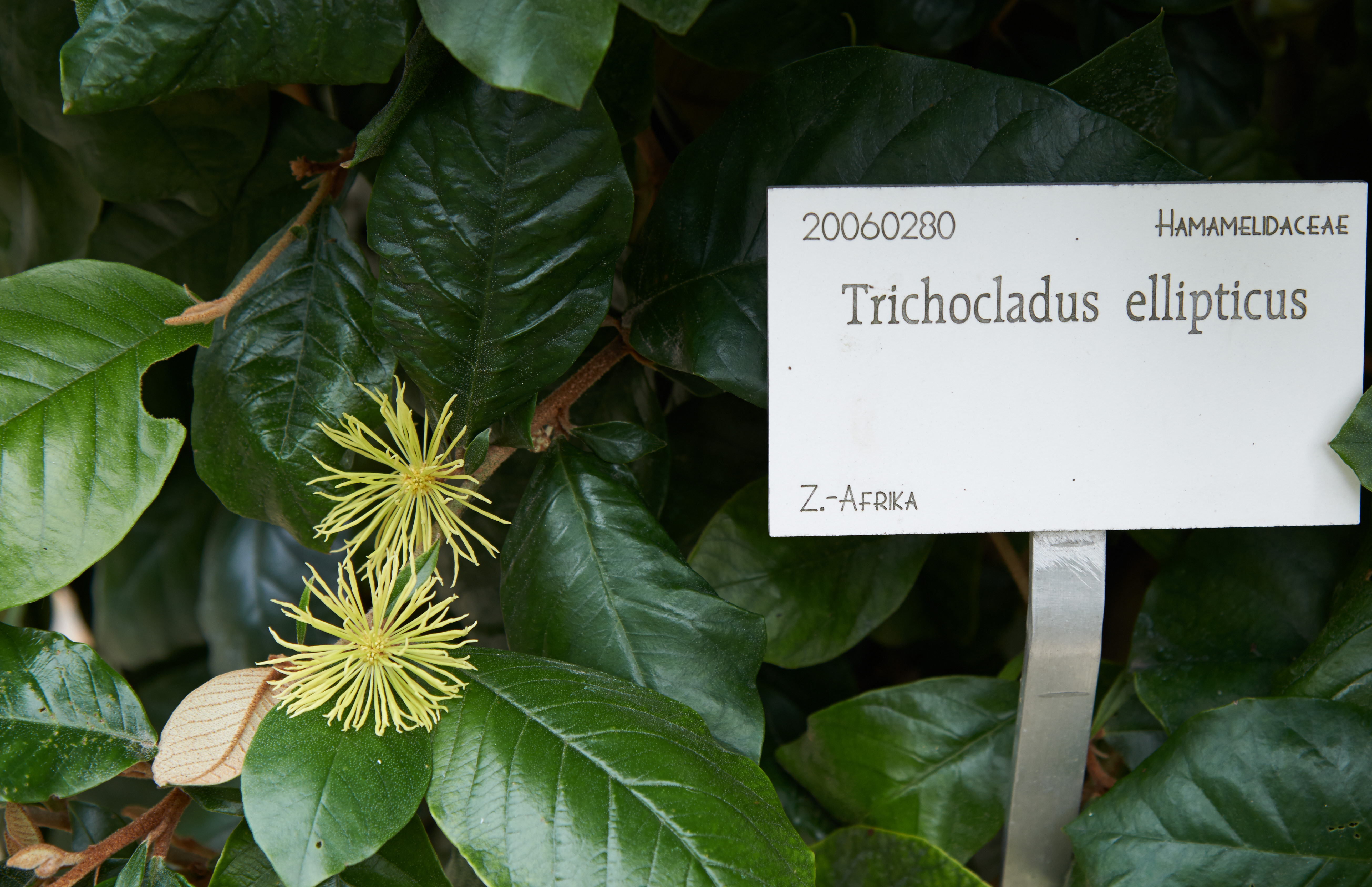
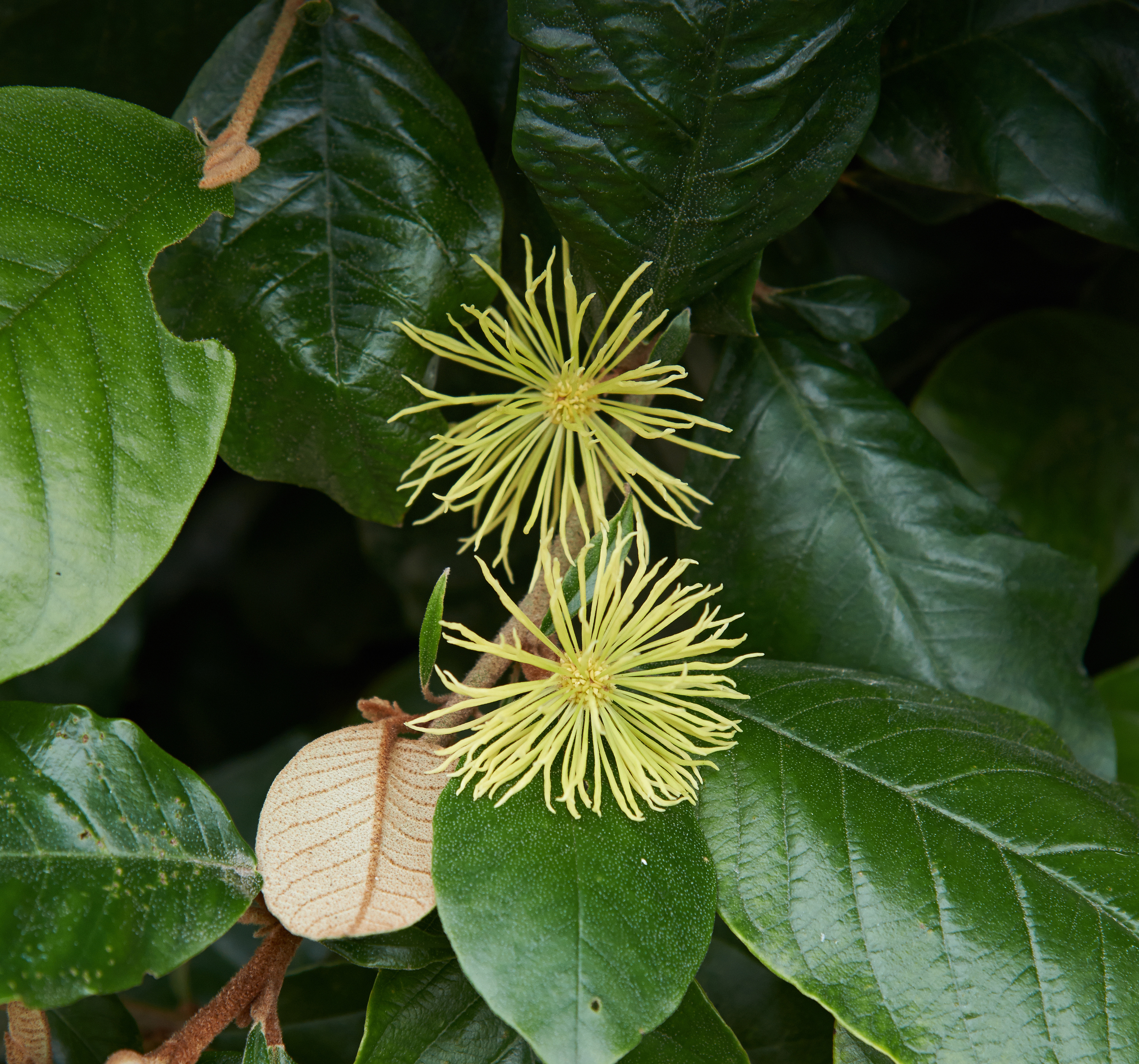